# Ichneumon punctatus
Ichneumon punctatus är en stekelart som beskrevs av Geoffroy 1785. Ichneumon punctatus ingår i släktet Ichneumon och familjen brokparasitsteklar. Inga underarter finns listade i Catalogue of Life.